# Membres de l'Ordre du Canada, par ordre alphabétique Q
| Nom              | Ville        | Province             | Grade     | Année | Occupation |
| Juda H. Quastel  | Vancouver    | Colombie-Britannique | Compagnon | 1970  |            |
| Gino Quilico     | Beaconsfield | Québec               | Officier  | 1992  |            |
| Louis Quilico    | Toronto      | Ontario              | Compagnon | 1974  |            |
| Emmanuel Quintal | Granby       | Québec               | Membre    | 1979  |            |
| Taamusi Qumaq    | Hudson Bay   | Québec               | Membre    | 1992  |            |